# Pic Chaussy
Le pic Chaussy est un sommet des Préalpes vaudoises situé dans le canton de Vaud, en Suisse.

## Géographie

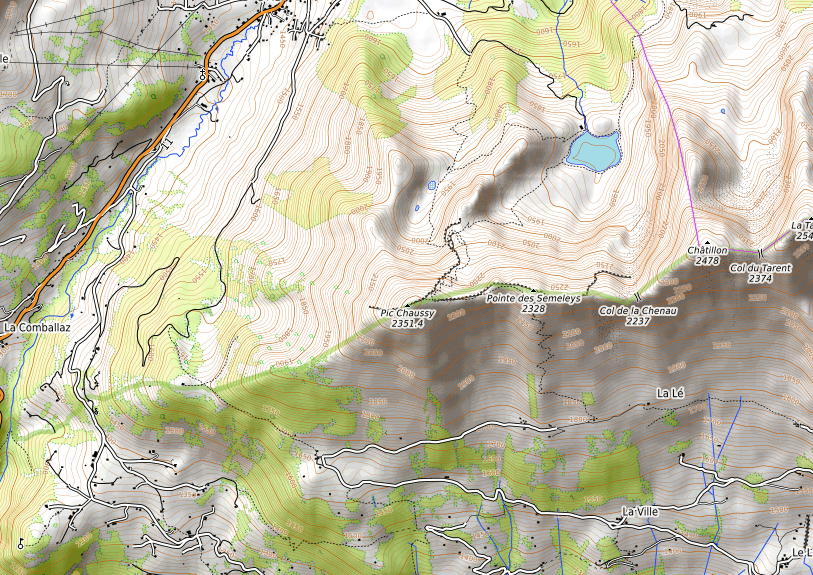
Carte topographique du pic Chaussy

Il se trouve sur le territoire des communes d'Ormont-Dessous et d'Ormont-Dessus ; il surplombe le village des Mosses. La voie menant au sommet (culminant à 2 351,4 mètres d'altitude), considérée comme relativement facile, part des Mosses et passe notamment par le lac Lioson.
Le glacier des Diablerets est parfaitement visible, tout comme le lac Lioson et les Petits Lacs au nord du sommet ainsi que la station des Mosses.

## Histoire
Une télécabine quatre places du constructeur Müller, construite en 1963, permettait de monter au sommet et d'y faire du ski l'hiver. En 1987, son exploitation a été arrêtée pour des raisons financières et de sécurité. Les dernières traces d'installations (pylônes, gare intermédiaire et amont), à l'exception de la gare aval, ont été démontées en 2009.

## Accès
Le sommet est accessible par deux sentiers de montagne assez pentus au départ du col des Mosses et des Diablerets. Ils traversent par moments des pierriers, ce qui les rend glissants et demande une bonne pratique de la randonnée en montagne.